# تایگردایرکت
تایگردایرکت (انگلیسی: TigerDirect) یک شرکت خرده‌فروشی آمریکایی در زمینه فروش لوازم الکترونیکی مصرفی، رایانه، نرم‌افزار و تجهیزات جانبی بود. این شرکت ابتدا فعالیت خود را به‌عنوان یک فروشگاه پستی و کاتالوگی آغاز کرد و سپس به یکی از بازیگران اصلی در خرده‌فروشی آنلاین تجهیزات رایانه‌ای در ایالات متحده، کانادا و آمریکای لاتین تبدیل شد.
تایگردایرکت به‌ویژه در فروش قطعات رایانه‌ای مانند مادربورد، پردازنده، حافظه (RAM)، کارت گرافیک، و همچنین لپ‌تاپ، کامپیوترهای آماده، مانیتور، چاپگر و تجهیزات شبکه شهرت داشت. این شرکت نه‌تنها به مشتریان خانگی بلکه به شرکت‌ها و سازمان‌ها نیز خدمات ارائه می‌داد و دارای بخشی برای فروش عمده به کسب‌وکارها بود.
این شرکت در طول فعالیت خود چندین برند شناخته‌شدهٔ دیگر را نیز خرید یا جذب کرد، از جمله نام‌های تجاری کامپ‌یواس‌ای و سیرکوئیت سیتی که پس از ورشکستگی این برندها در دهه ۲۰۰۰، به تایگردایرکت واگذار شدند و برای مدتی فروشگاه‌هایشان با نام تایگردایرکت بازگشایی شدند.
تایگردایرکت زیرمجموعه‌ای از شرکت Systemax Inc. بود، اما در سال‌های پس از ۲۰۱۵ با تغییرات زیادی در ساختار و کاهش فروش روبه‌رو شد و به‌تدریج بسیاری از فروشگاه‌های فیزیکی خود را تعطیل کرد. در نهایت تمرکز خود را صرفاً بر فروش آنلاین قرار داد. با گذشت زمان و رقابت شدید از سوی شرکت‌هایی مانند آمازون و Newegg، این برند نیز تضعیف شد و به حاشیه رفت. در سال‌های اخیر، وب‌سایت اصلی تایگردایرکت در برهه‌هایی غیرفعال یا به صفحات خطا هدایت شده است.
به‌طور کلی، تایگردایرکت نقش مهمی در دورهٔ گذار از خرده‌فروشی سنتی رایانه‌ای به بازار آنلاین ایفا کرد، اما در رقابت با غول‌های تجارت الکترونیک دوام نیاورد.